# NGC 6980
NGC 6980 is een ster in het sterrenbeeld Waterman. Het hemelobject werd op 5 juli 1886 ontdekt door de Franse astronoom Guillaume Bigourdan.